# ديل (ويسكونسن)
ديل (بالإنجليزية: Dale, Wisconsin)‏ هي بلدة تقع بولاية ويسكونسن في الولايات المتحدة. تبلغ مساحتها 78.9 (كم²)، وترتفع عن سطح البحر 261 م، بلغ عدد سكانها 2731 نسمة في عام 2010 حسب إحصاء مكتب تعداد الولايات المتحدة وتصل الكثافة السكانية فيها 29 نسمة/كم2.

## وصلات خارجية
- http://www.townofdale.org/
- The US50 - Cities and Towns in Wisconsin State
- Wisconsin Cities and Towns, Facts, Map, Flag, Colleges, Government, and More